# Máscara (película)
Máscara (título original en inglés: Mask) es una película estadounidense de 1985 basada en la historia real de Roy Lee "Rocky" Dennis, protagonizada por Cher, Sam Elliott y Eric Stoltz y dirigida por Peter Bogdanovich. Cher recibió el premio a la mejor actriz en el Festival de Cine de Cannes de 1985. La película se basa en la vida y temprana muerte de Roy L. "Rocky" Dennis, un niño que sufría de displasia craneodiafisaria, un trastorno extremadamente raro conocido comúnmente como lionitis debido a las ampliaciones craneales deformantes que causa. Máscara ganó el premio Óscar de la Academia (1986) por Mejor Maquillaje, mientras que Cher y Stoltz recibieron nominaciones a los Globos de Oro por sus actuaciones. En Argentina, España y México fue exhibida con el título de Máscara.

## Argumento
En 1978 en Azusa, California, Rocky Dennis (Eric Stoltz) padece una deformidad del cráneo. Es aceptado sin discusión por el novio motorista de su madre, y tiene una "familia motociclista" y a sus abuelos maternos, que comparten su amor por coleccionar cromos de béisbol. Pero sufre por el miedo, la compasión, la torpeza y la burla de aquellos que desconocen de su humanidad, su humor y su inteligencia. La madre de Rocky, Florence "Rusty" Dennis (Cher), está decidida a dar a Rocky una vida tan normal como sea posible, a pesar de su propia forma de vida silvestre como un miembro de la banda de motoristas, así como una relación tensa con sus padres. "Rusty" se ríe de los médicos que le auguran seis meses de vida a su hijo ("hace años que me dicen eso" les espeta) y lucha por la inclusión de Rocky en la educación formal en la escuela secundaria, enfrentando a un director de escuela que prejuzga a Rocky como un retrasado mental y desea reenviarlo a una educación especial, a pesar de que su aspecto no ha afectado a su inteligencia. El chico sufre dolores de cabeza recurrentes, los cuales son calmados por su madre mediante técnicas de relajación mental y pensamientos positivos, sin medicinas de ningún tipo. 
Rocky empieza a prosperar en la escuela. Gana amigos ayudando a un compañero de estudios a recordar su combinación de casillero. Usa el humor cuando se enfrentan a un silencio incómodo durante el pase de lista, Rocky simplemente repite la línea de la nueva estudiante antes, "Wow, muchas gracias." La clase se pone a sonreír y reír con Rocky. Él muestra su brillantez en la clase de historia al dar una interpretación del mito griego sobre el caballo de Troya y ser el punto de inflexión de la guerra de Troya. Poco a poco supera la discriminación de sus compañeros de clase. El director le pide a Rocky si desea un trabajo como ayudante de un consejero del Campamento Bloomfield, un campamento de verano para niños ciegos. En su graduación de la secundaria, Rocky se lleva a casa los premios de rendimiento académico en Matemáticas, Historia y Ciencia.
Rocky siente la necesidad de dejar a su madre con depresión crónica y adicta a las drogas, y la ayuda a terminar su adicción a las drogas. En el campamento Bloomfield, Rocky se enamora de Diana Adams (Laura Dern), una niña ciega, quien está fascinada por la bondad y la compasión de Rocky. Rocky utiliza su inteligencia para explicar con las palabras de Diana como las nubes "ondulantes", "rojo" y "verde" mediante el uso de bolas de algodón como una visión tangible de "nubes ondulantes", una roca caliente para explicar "rojo" y "rosa", y una roca congelada para explicar "azul helado". Diana le presenta a Rocky a sus padres, quienes recelan de Rocky debido a su apariencia. Se hace evidente que los padres de Diana son demasiado posesivos con ella.
Cerca del final de la película, Rocky se enfrenta al dolor de la separación de las dos personas a las que se siente más cercano. Diana se va a una escuela para ciegos y su sueño de un viaje en moto por Europa se derrumba cuando su mejor amigo, Ben, que había de venir con él, le dice que regresa a Míchigan para siempre. Esto lleva a Rocky a reprender a Ben y lo llama "estúpido", y finalmente le revela a Ben que le estafó en el cambio de una tarjeta de Rube Walker. Sin embargo, Rocky se siente mejor después de hacer un viaje en autobús él solo para visitar Diana cerca de Griffith Park. Diana le dice a Rocky que sus padres le impidieron recibir sus mensajes telefónicos.
Una noche, cuando la "familia de motoristas" de Rocky se encuentra de visita, Rocky está teniendo un feroz dolor de cabeza y en silencio se retira a su habitación, desclava de su mapa de Europa las chinchetas que marcan la ruta soñada, y se va a la cama. Rocky muere en su sueño durante la noche. A la mañana siguiente, Rusty, que intenta despertarlo para ir a la escuela, entra en un ataque de rabia desconsolado cuando se da cuenta de que Rocky ha muerto. Tras destruir la cocina, Rusty llora la muerte de Rocky. Después vuelve a poner las chinchetas en el mapa de Europa y dice: "Ahora puedes ir a cualquier lugar que desees, bebé."
La película termina con la "familia de motoristas" de Rocky, Rusty, Gar y Dozer, visitando su tumba, dejando flores y algunas tarjetas de béisbol de los Brooklyn Dodgers de 1955 en su lápida y se escucha una voz en off del propio Rocky, que recita el poema que escribió para la clase de inglés anteriormente en la película. El poema fue escrito por el verdadero Roy Dennis.

## Reparto
| Actor            | Personaje                      |
| ---------------- | ------------------------------ |
| Cher             | Florence "Rusty" Dennis        |
| Sam Elliott      | Gar                            |
| Eric Stoltz      | Roy L. "Rocky" Dennis          |
| Estelle Getty    | Evelyn Tullis (madre de Rusty) |
| Richard Dysart   | Abe Tullis (padre de Rusty)    |
| Laura Dern       | Diana Adams                    |
| Micole Mercury   | Bebé                           |
| Harry Carey Jr.  | Red                            |
| Dennis Burkley   | Dozer                          |
| Lawrence Monoson | Ben                            |
| Ben Piazza       | Sr. Simms                      |
| L. Craig King    | Eric                           |
| Alexandra Powers | Lisa                           |
| Kelly Jo Minter  | Lorrie                         |
| Todd Allen       | Canuck                         |
| Howard Hirdler   | Stickman                       |
| Les Dudek        | Bone                           |

## La banda sonora
Bogdanovich tenía la intención de utilizar varias canciones de Bruce Springsteen (el cantante favorito del verdadero Rocky Dennis) en la banda sonora de la película, pero debido a un callejón sin salida entre Universal y la etiqueta de Springsteen, Columbia Records, las canciones fueron sacadas de la película y se reemplazaron con canciones de Bob Seger para la liberación de teatro original, lo que provocó una demanda $19 millones por parte de Bogdanovich contra el estudio. Las canciones de Springsteen fueron finalmente restauradas para el corte de DVD del director de la película de 2004.

## Recepción
Los comentarios sobre la película fueron muy positivos: Roger Ebert escribió sobre la película, "Una película maravillosa, una historia de muy buen humor, esperanza y coraje." Una opinión que contrasta en el New York Times que decía en parte: "Máscara es una de esas películas que se esfuerzan tanto por transmitir su supuestamente mensaje universal (¿acaso no nos escondemos todos detrás de algún tipo de máscara?) que es más probable que te ponga los nervios de punta que que logre arrancarte una pequeña y solitaria lágrima."
A partir de octubre de 2014, la película tiene una calificación de 93% "fresco" en Rotten Tomatoes.com.

### Taquilla
La película fue un éxito de taquilla obteniendo $ 95.230.162 en total.

### Reconocimiento
- 1986-Premios Oscar: Mejor Maquillaje para Michael Westmore y Zoltan Elek / Ganadores
- 1986-Premios Globos de Oro: Mejor Actriz en Drama para Cher / Nominada
- 1986-Premios Globos de Oro: Mejor Actor de Reparto para Eric Stoltz / Nominado
- 1986-Premios BAFTA: Mejor Maquillaje para Michael Westmore y Zoltan Elek / Nominados
- 1986-Festival de Cannes: Premio de Interpretación Femenina para Cher / Ganadora